# Escola de Medicinas Alternativas e Complementares
EMAC - Escola de Medicinas Alternativas e Complementares do Porto é uma escola privada que organiza cursos e formações na área da medicina e nutrição, dirigidos principalmente a profissionais da área da saúde que procuram obter formação complementar ou uma especialização específica.
A escola tem como objectivo o ensino teórico e prático na área das medicinas alternativas e complementares.
Um dos objectivos da EMAC é melhorar a credibilidade social e científica das chamadas Medicinas Alternativas e Complementares e o conhecimento público desta área da medicina através da formação de terapeutas, formações para o público em geral, campanhas de sensibilização e cooperação com outras entidades. Um outro objectivo da prende-se com o resgate de conhecimentos populares e tradicionais para que não desapareçam para sempre.

## Docentes
Docentes com percurso em universidades nacionais e estrangeiras, com larga experiência clínica e académica.

## Ensino

### Diplomas de Formação Avançada
- Curso Completo de Osteopatia
  - Osteopatia estrutural e periférica
  - Osteopatia Sacro-craneal
  - Osteopatia Visceral
- Curso de Naturopatia
- Curso de Acupunctura Bioenergética e Moxibustão

### Formações e Seminários
- Osteopatia e Sistema Imunológico
- Osteopatia e a Libertação Somato - Emocional
- Osteopatia Bio - Aquatic (com golfinhos)
- Curso de Fitoterapia e Aromaterapia
- Alimentação saudável de bebés e crianças pequenas

## Estrutura Orgânica
A EMAC está organizada em 3 departamentos:
- Departamento de Osteopatia
- Departamento de Medicina Integrativa
- Departamento de Medicina Tradicional Chinesa